# ایتون کانیون
ایتون کانیون (انگلیسی: Eaton Canyon) یک دره بزرگ است که از ناحیه ایاتن سدل در نزدیکی کوه مارکهام و کوه سن گابریل در کوه‌های سن گابریل در جنگل ملی انجلیز آغاز می‌شود و جریان آب آن به رودخانه ریو هوندو و سپس به رودخانه لس آنجلس می‌ریزد. این دره به نام قاضی بنجامین اس. ایاتن که در سال ۱۸۶۵ در نزدیکی ایاتن کریک در خانه مزرعه فیر اوکس زندگی می‌کرد، نامگذاری شده است.
بخش معروف این دره مرکز طبیعت ایاتن در پاسادنا، کالیفرنیا است. نقطه شروع جاده پرداختی کوه ویلسون در این دره قرار دارد.

## تاریخچه
دره ایاتن بخشی از سرزمین‌های بومی تونگوا بوده است که هزاران سال در آن زندگی کرده‌اند. روستای Puntitavjatngna به آب‌های شیرین این دره برای ادامه حیات خود وابسته بود و حدود ۵۰۰ تا ۱۵۰۰ خانه در آنجا سکونت داشتند.
مستعمره‌نشینان اسپانیایی در اواخر قرن هجدهم به این منطقه وارد شدند و به دلیل گودال‌های تند و عمیق دره، آن را «ال پریسیپیسو» نامیدند. این دره تحت چندین حوزه قضائی حکومتی قرار دارد.
بنجامین ایاتن توسط دون بنی تو ویلسون برای آوردن آب به مزرعه فیر اوکس استخدام شد و در سال ۱۸۶۵ خانه‌ای در آن ملک ساخت.
در آگوست ۱۸۷۷، جان مویر، تاریخ‌نگار طبیعی، از پاسادنا برای یک اکتشاف به کوه‌های سن گابریل سفر کرد. او نوشت: «در اولین روز از سفرم فقط تا دهانه دره ایاتن رفتم زیرا گرما طاقت‌فرسا بود و یک جفت کفش جدید پایم را می‌زدی به طوری که راه رفتن دردناک شده بود.»
در اکتبر ۱۹۹۳، آتش‌سوزی Kinneloa Fire که به‌طور تصادفی در دامنه‌های بالای دره ایاتن آغاز شد، بخش زیادی از این منطقه و همچنین بیش از صد خانه در آلتادنا و کینلوا میسا، کالیفرنیا را سوزاند. این آتش‌سوزی بخشی از مجموعه‌ای از آتش‌سوزی‌های اکتبر اواخر ماه بود که تحت تأثیر بادهای سانتا آنا در کالیفرنیا به وجود آمد. یک نفر در اثر مشکلات ناشی از استنشاق دود جان خود را از دست داد و ده‌ها نفر دیگر زخمی شدند. پس از آنکه مرکز طبیعت دره ایاتن به‌طور موقت به عنوان مقر فرماندهی حادثه آتش‌سوزی عمل کرد، تخریب شد. این مرکز در سال ۱۹۹۸ بازسازی شد.
در سال ۲۰۲۲، ملکی به مساحت ۱ جریب فرنگی (۰٫۴۰ هکتار) که مشرف به دره ایاتن بود، از طریق Tongva Taraxat Paxaavxa Conservancy به قبیله تونگوا بازگردانده شد که اولین بار بود که این قبیله پس از نزدیک به ۲۰۰ سال در شهرستان لس آنجلس (کالیفرنیا) زمینی داشت.

## جاذبه‌ها

### پارک منطقه طبیعی ایاتن کنیون

دره ایاتن، نمایی به سمت شرق از خیابان پاین‌کرسټ در آلتادنا

پارک منطقه طبیعی ایاتن کنیون در جایی قرار دارد که جریان کوهستانی به دشت پایینی در پای کوه‌های سن گابریل وارد می‌شود. این پارک تحت نظارت اداره پارک‌ها و تفریحات عمومی شهرستان لس آنجلس قرار دارد. این نهاد دو سوم پایین‌تر از منطقه را که در زیر پل جاده عوارضی قرار دارد، مدیریت می‌کند. بیشتر از ۱۹۰ هکتار از مساحت این منطقه طبیعی در مرز شمالی رانچو سن پاسکوال و رانچو سانتا آنیتا قرار دارد که در گذشته برای اسپی اختصاص یافته بود. پس از آنکه راه‌آهن مالکیت آن را رها کرد، این زمین‌ها برای سکونت باز شد. مرکز طبیعت در این منطقه منحصر به فرد است زیرا نمایشگاه‌هایی در مورد گیاهان و جانوران بومی دره سن گابریل و جنوب کالیفرنیا در آن به نمایش گذاشته شده است. این مرکز در سال ۱۹۹۸ پس از آنکه آتش‌سوزی ۱۹۹۳ ساختمان قبلی را نابود کرد، بازسازی شد.
پاسادنا و بخش‌هایی از آلتادنا حدود ۴۰٪ از آب خود را از منابع محلی دریافت می‌کنند. یک سوم بالایی این منطقه تحت کنترل اداره آب پاسادنا، کالیفرنیا قرار دارد.
- ۳۴°۱۰′۳۸″شمالی ۱۱۸°۰۵′۴۹″غربی / ۳۴٫۱۷۷۲۳۳°شمالی ۱۱۸٫۰۹۷°غربی - پارک ایاتن کنیون

### آبشار ایاتن کنیون

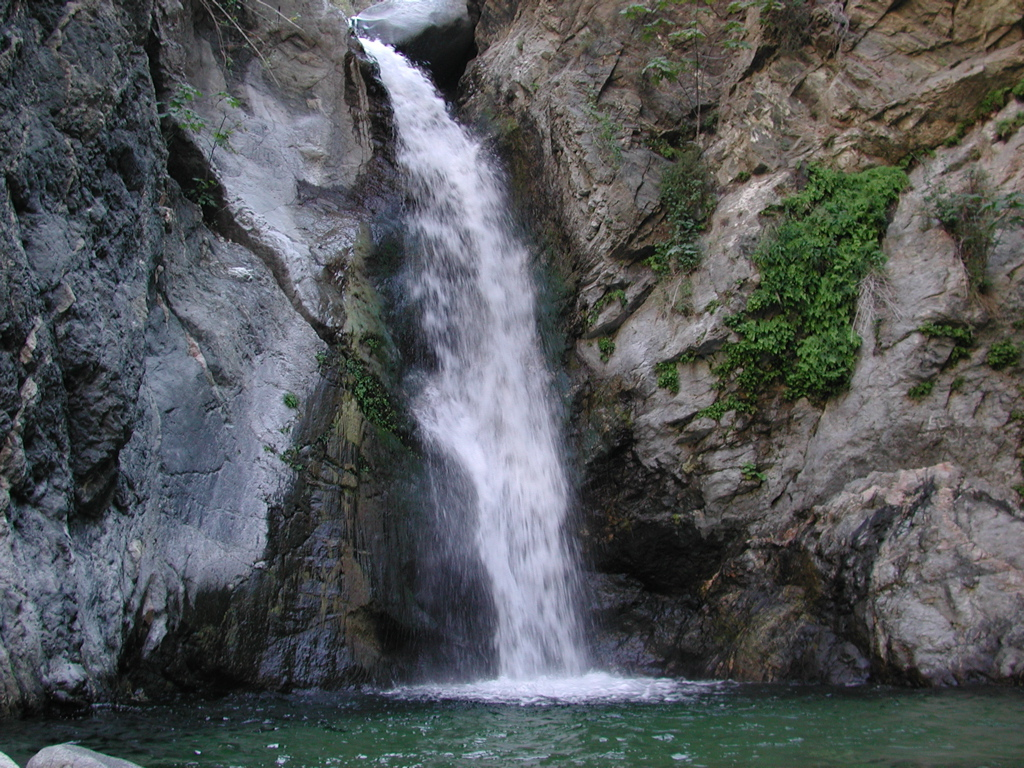
آبشار ایاتن کنیون

آبشار ایاتن کنیون در جایی قرار دارد که رودخانه ایاتن به ارتفاع پنجاه فوت پایین می‌آید و در شمال پل، در قسمتی از دره که تحت مدیریت خدمات جنگل ایالات متحده قرار دارد، واقع شده است. جان مویر روزی این آبشار را به این صورت توصیف کرده بود: «یک چیز جذاب کوچک، با صدای نرم و شیرین که مانند یک پرنده آواز می‌خواند، در حالی که از یک شکاف در لبه کوتاهی، سی یا چهل فوت پایین می‌ریزد و وارد یک استخر دایره‌ای می‌شود.»
چندین آبشار دیگر نیز بالاتر از آبشار ایاتن وجود دارد که دور از دسترس‌تر هستند. تا سال ۱۹۷۹، تونلی وجود داشت که دسترسی به این آبشارها را ممکن می‌کرد، اما این تونل با دینامیت منفجر شده و پر شده است. در حالی که این آبشارها در گذشته قابل دسترسی بودند، دیگر هیچ مسیر نگهداری شده‌ای برای دسترسی به آن‌ها وجود ندارد. افراد بسیاری در تلاش برای صعود به این آبشارها از مسیرهای غیررسمی آسیب دیده و جان خود را از دست داده‌اند.
در سال ۲۰۱۱، یک مرد در حین صعود به آبشار ایاتن کنیون جان خود را از دست داد. یک هفته بعد، مرد دیگری در همان مسیر سقوط کرده و جان خود را از دست داد. در سال ۲۰۱۳، دو کوهنورد قصد داشتند به آبشار دوم صعود کنند، اما در میانه راه تصمیم به بازگشت گرفتند. در حین پایین آمدن، هر دو تعادل خود را از دست داده و سقوط کردند. یکی از آن‌ها جان باخت و دیگری با بالگرد به بیمارستان منتقل شد.
در تاریخ ۲۷ ژوئن ۲۰۱۴، خدمات جنگل ایالات متحده اعلام کرد که قصد دارند مسیر صعود به آبشارهای بالایی را ببندند. این مسیر در تاریخ ۱ اوت ۲۰۱۴ بسته شد. افرادی که به این ناحیه ممنوعه وارد شوند، ممکن است با جریمه‌ای تا ۵۰۰۰ دلار یا حبس به مدت شش ماه مواجه شوند. اعضای "اتحادیه کانینیرهای آمریکایی" خواهان دسترسی به این منطقه بسته شده هستند.